# Лонное сочленение

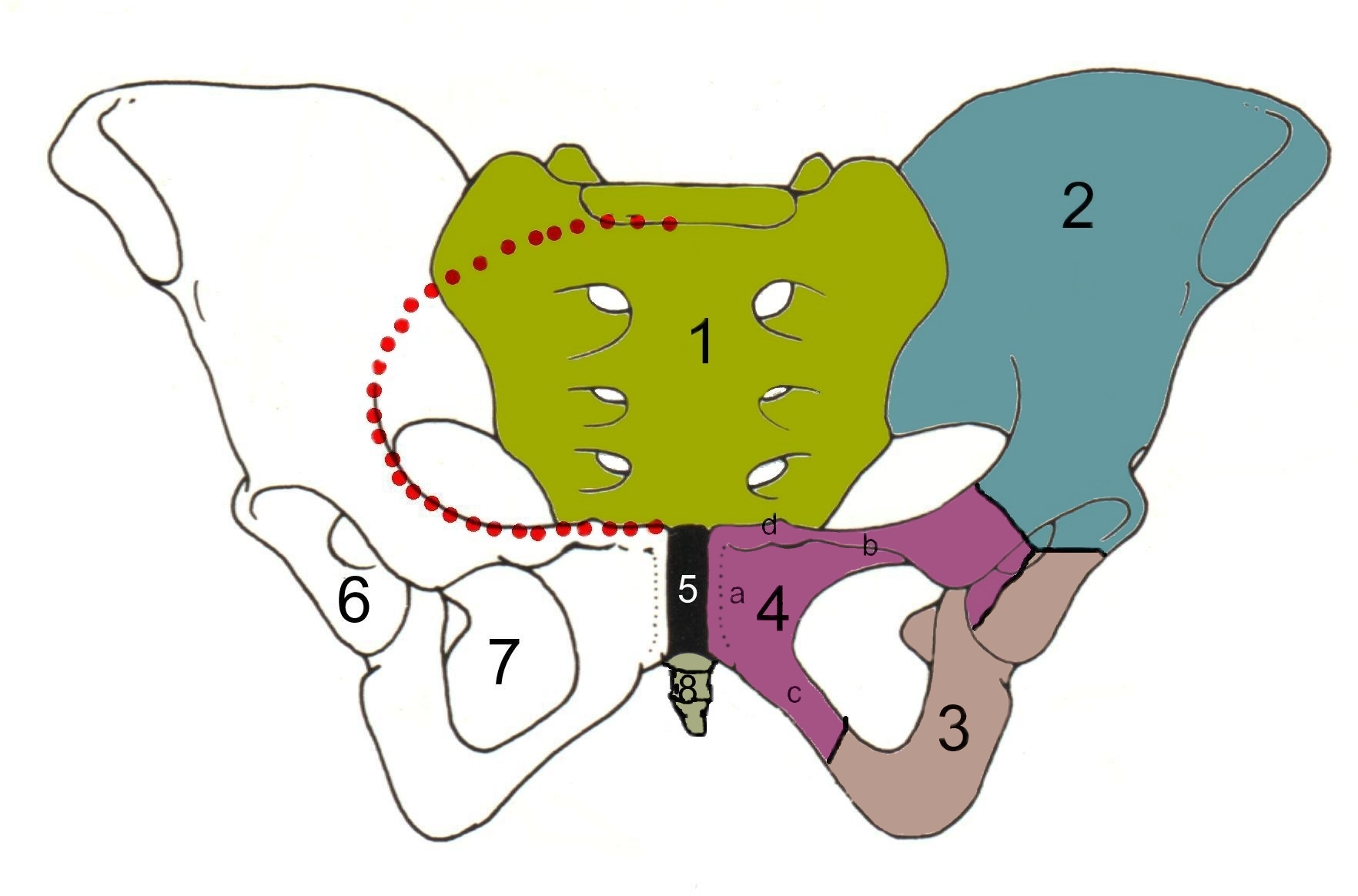
Схема таза: ' — лобковый симфиз

Лобковый симфиз (лобковое сочленение, лонное сочленение, лат. symphysis pubica, от греч. «сращённость»), — расположенное по срединной линии вертикальное соединение верхних ветвей лобковых костей. Располагается спереди от мочевого пузыря и сверху от наружных половых органов (входа во влагалище у женщин и полового члена у мужчин).

## Анатомия
Лобковый симфиз — несиновиальное полуподвижное соединение. Ширина симфиза в передних отделах на 3-5 мм превышает его ширину по задней поверхности. Сочленение осуществляется за счёт волокнисто-хрящевого диска, в толще которого часто (у женщин) имеется щелевидная аваскулярная жидкостная полость. Сочленяющиеся поверхности лобковых костей покрыты тонким слоем гиалинового хряща.
Волокнисто-хрящевой диск укреплён врастающими в него связками, способствующими поддержанию стабильности симфиза.
Верхняя и нижняя связка более мощные, передняя и задняя менее выражены. Верхняя связка натянута между лонными бугорками и укреплена сухожилиями мышц передней брюшной стенки. Нижняя связка (дугообразная связка, связка Крювелье) расположена вдоль нижнего края лонного сочленения.

### Прилегающие органы
У женщин рядом с лонным сочленением располагается клитор.
К лобковому симфизу сзади у мужчин прикрепляются лобково-пузырные (лат. ligg. pubovesicalia) и лобково-простатические (лат. ligg. puboprostatica) связки, прикрепляющие к нему мочевой пузырь и предстательную железу, спереди — связка, подвешивающая половой член (лат. ligamentum suspensorium penis), у женщин — латеральные лобково-пузырные связки (лат. ligg. lateralia pubovesicalia) прикрепляющие мочевой пузырь и мочеиспускательный канал и, более тонкая и длинная связка, подвешивающая клитор (лат. lig. suspensorium clitoridis).

## Изображения

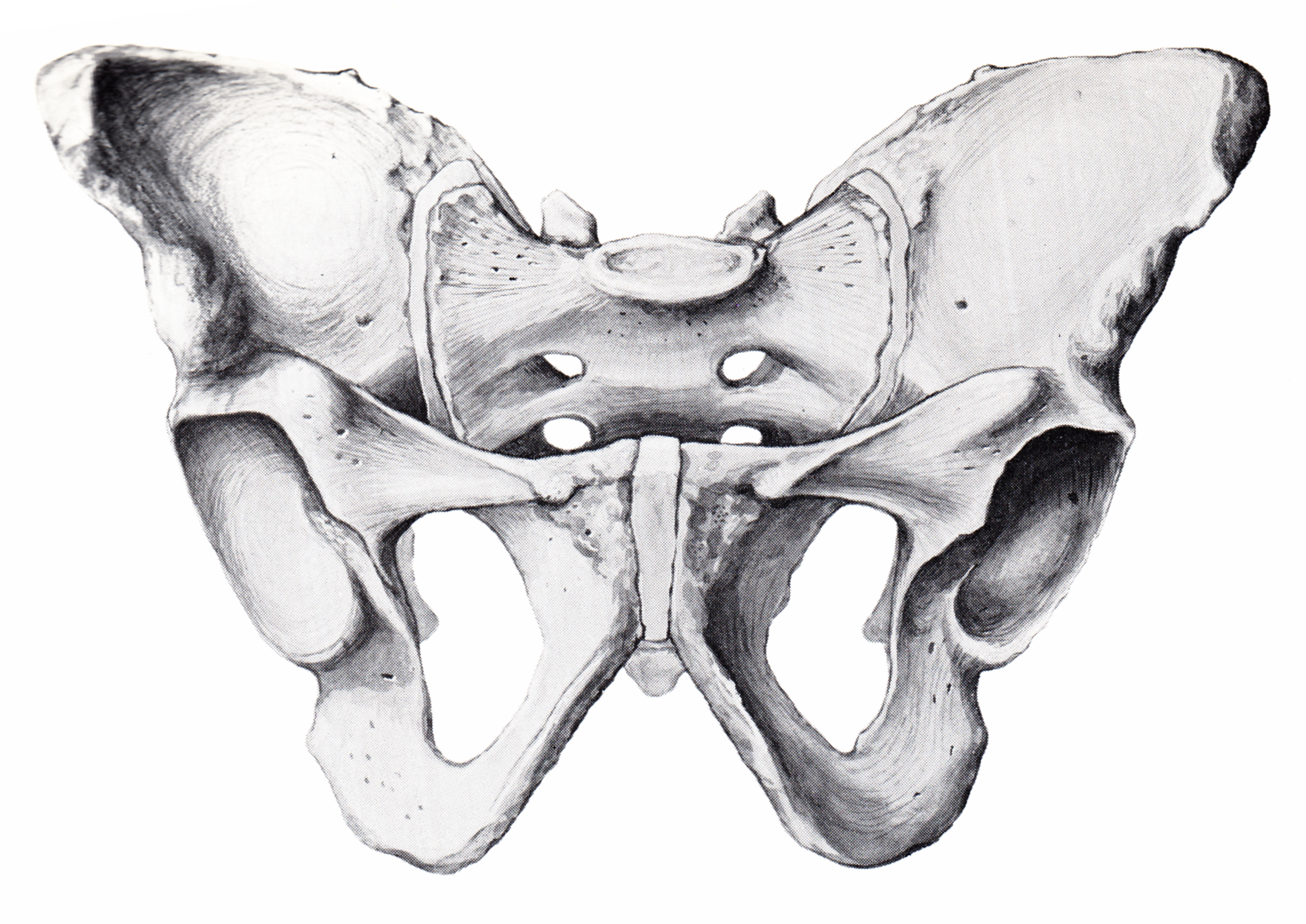
Внешний вид лобкового симфиза таза
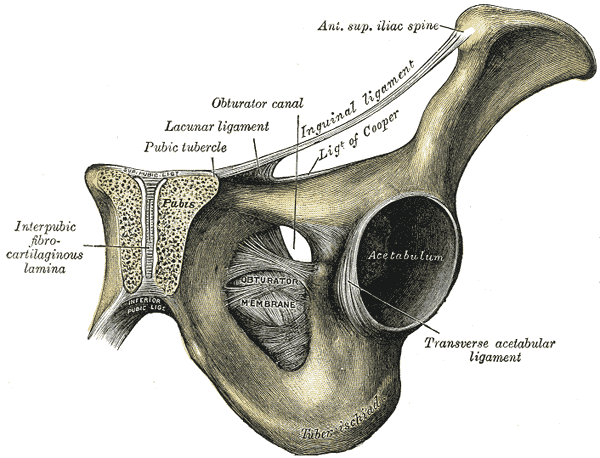
Левая тазовая кость и лобковый симфиз (в разрезе)
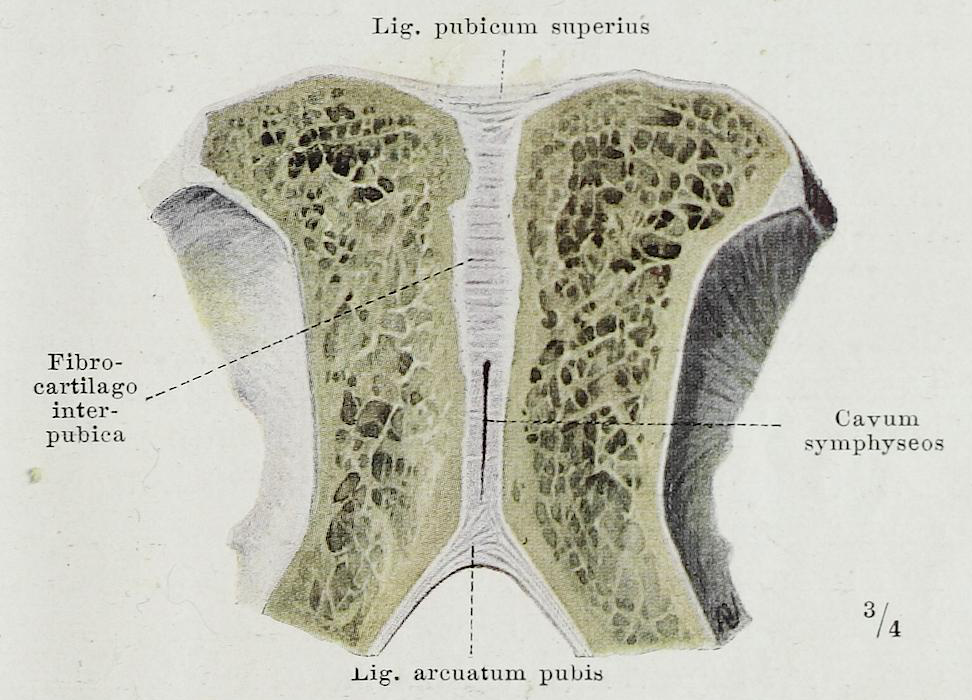
Рисунок поперечного сечения лобкового симфиза с прилегающими частями костей
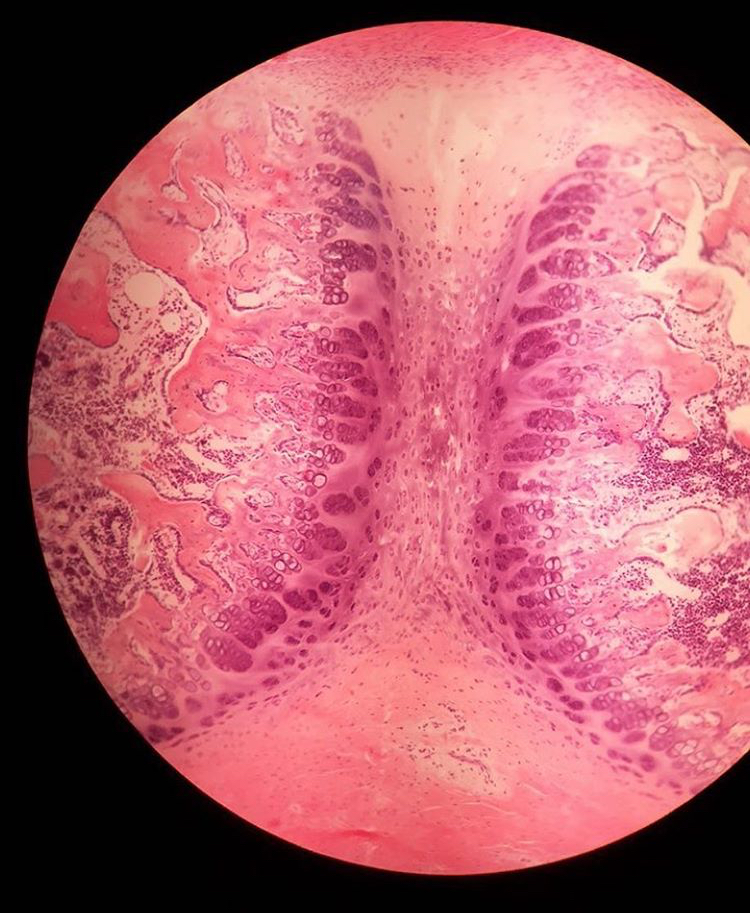
Окрашенный препарат лобкового симфиза при световой микроскопии
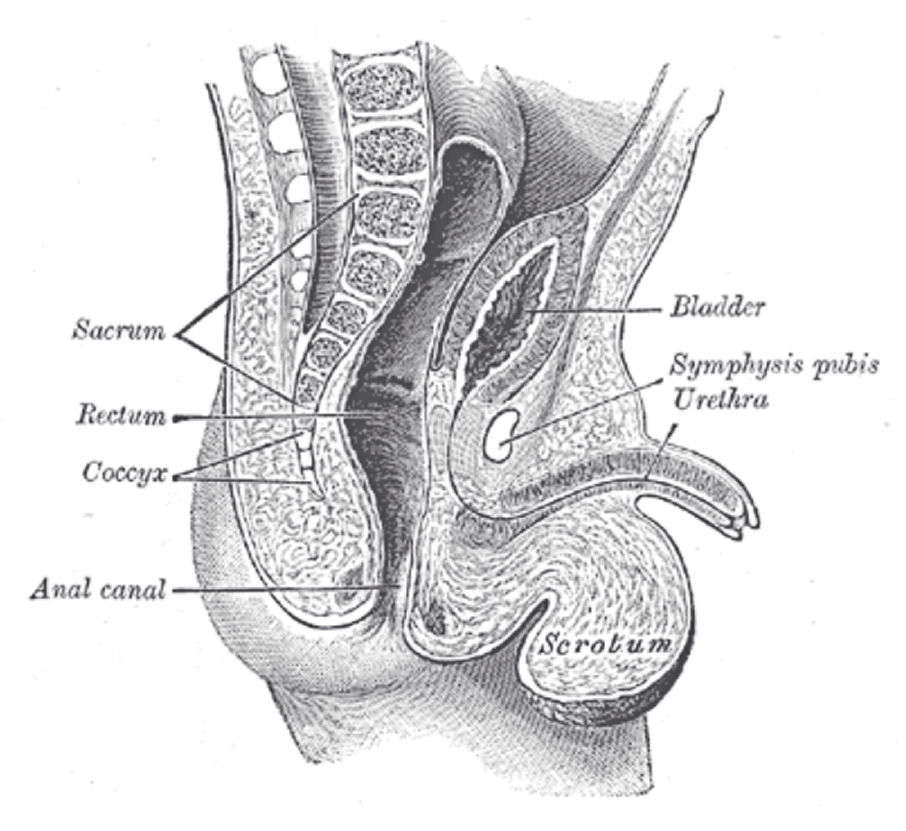
Сагиттальный срез таза новорожденного мальчика
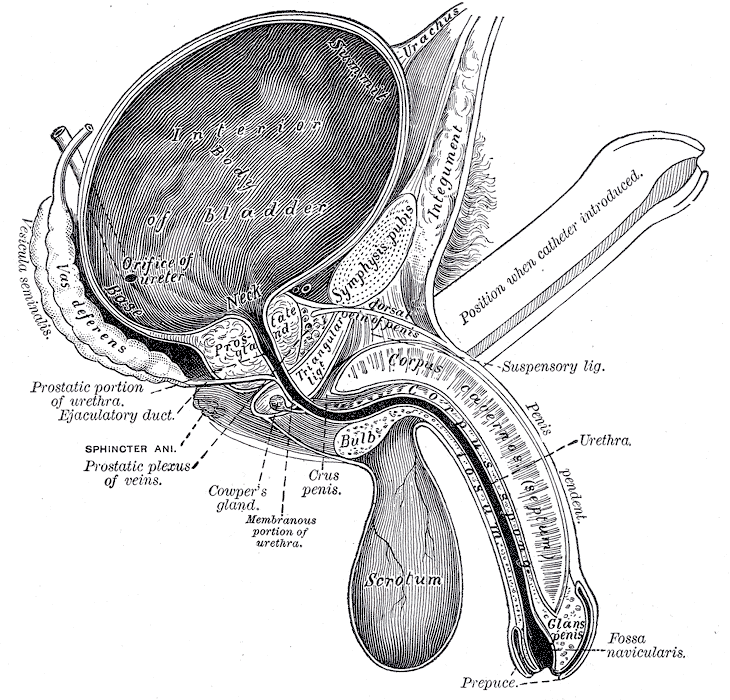
Вертикальный срез мочевого пузыря, полового члена и уретры
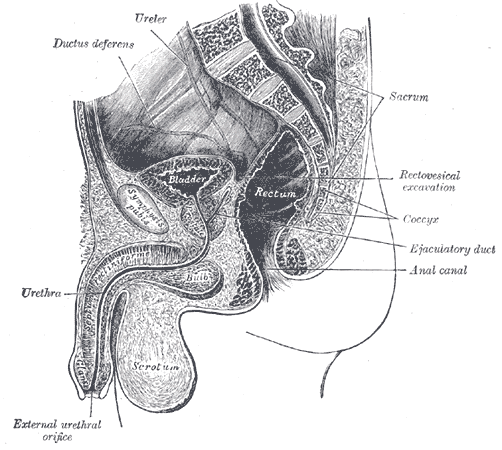
Сагиттальное сечение мужского таза
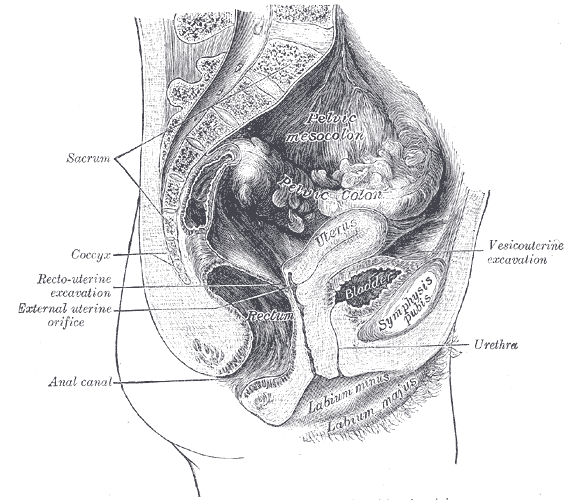
Сагиттальное сечение женского таза
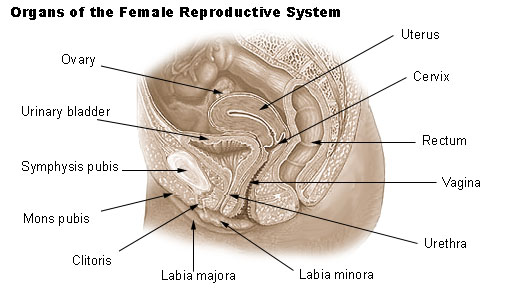
Органы женской репродуктивной системы

## Заболевание
Диастаз лобкового симфиза, симфизит, симфизиопатия – это расхождение лонного сочленения во время беременности, которое может проявляться болевым синдромом и нарушением походки. Отделение лобкового симфиза является редкой патологией, связанной с родами, и встречается с частотой от 1 на 300 до 1 на 30 000 родившихся. Обычно это замечается после родов, но может наблюдаться и в течение шести месяцев после родов. Факторы риска, связанные с этой травмой, включают диспропорцию головного мозга и таза, быстрый второй период родов, эпидуральную анестезию, сильное отведение бедер во время родов или предыдущую травму таза.
Общие признаки и симптомы включают: симфизарную боль, усиливающуюся при нагрузке и ходьбе, походку вразвалку, болезненность лобковой области и пальпируемую межлобковую щель.

Лечение диастаза лобкового симфиза в основном консервативное, методы лечения включают фиксацию таза, постельный режим, обезболивание, физиотерапию и, в некоторых тяжёлых случаях, хирургическое вмешательство. 

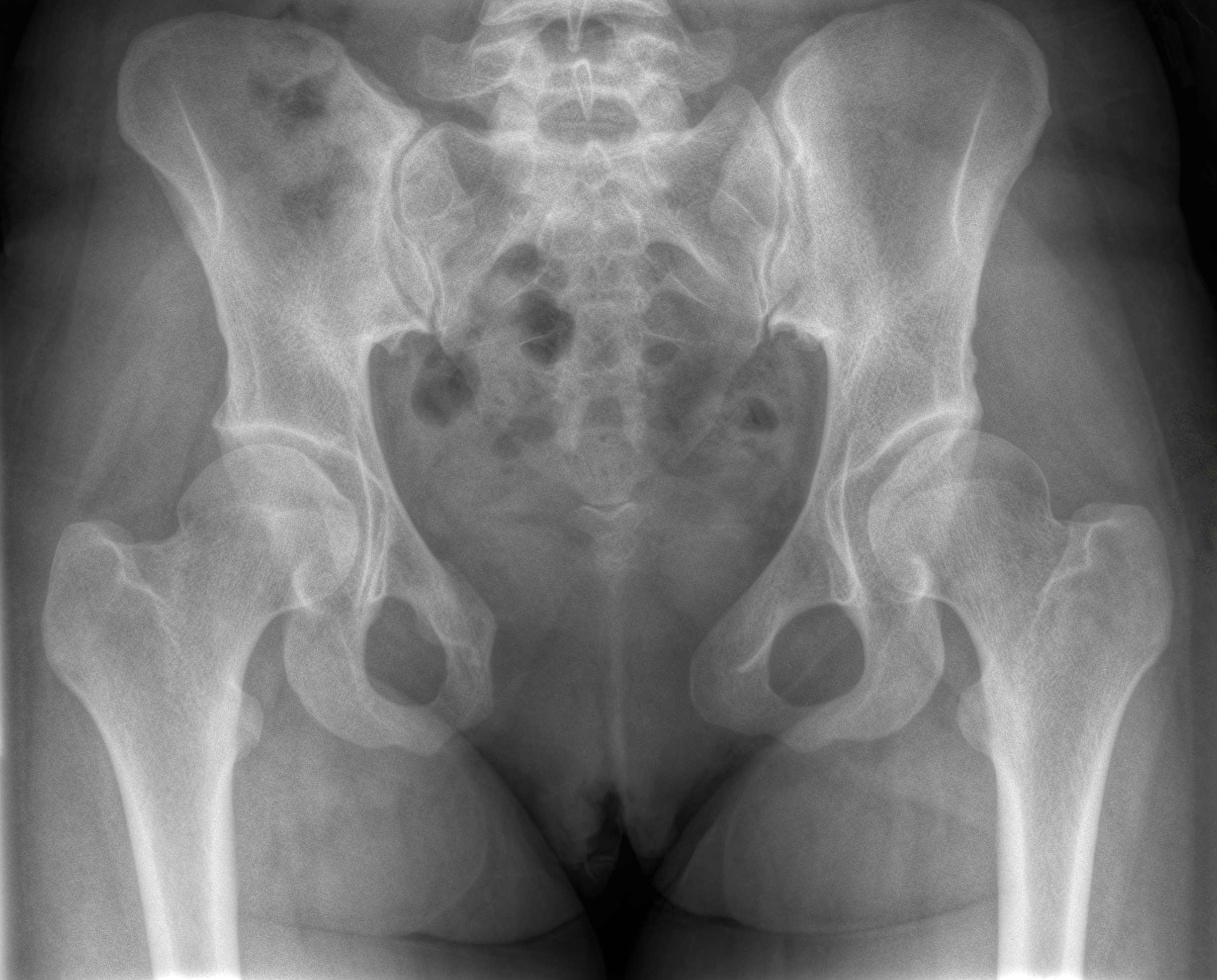
Рентгенограмма таза женщины с расхождением (диастаз) лобкового симфиза